# Wapen van Geldrop-Mierlo

Het wapen van de gemeente Geldrop-Mierlo

Het wapen van Geldrop-Mierlo is het wapen van de Noord-Brabantse gemeente Geldrop-Mierlo. De gemeente Geldrop-Mierlo is op 1 januari 2004 gesticht en het wapen werd op 21 december 2004 per Koninklijk Besluit aan de gemeente toegekend.

## Geschiedenis
Het wapen van Geldrop-Mierlo bestaat uit elementen van de wapens van Geldrop en Mierlo. In het eerste en vierde kwartier vinden we de drie harten van Geldrop, zoals in het wapen dat de gemeente sinds 1817 voerde. Geldrop voerde al eeuwen (in elk geval al sinds 1561) een wapen met drie harten, maar de historisch correcte kleuren zijn onbekend. Het wapen was in rijkskleuren toegekend door het ontbreken van een kleuromschrijving bij de aanvraag. Ook zijn er bij sommige historici twijfels over de stukken: dit zouden harten kunnen zijn, maar mogelijk ook plompebladeren.
Het tweede en derde kwartier bevatten de molenijzers uit het wapen van Mierlo. Deze zijn afkomstig uit het wapen van de familie Van Rode, in de 13e en 14e eeuw Heren van Mierlo. Deze familie voerde een rood schild met molenijzers van zilver. De kleuren van het wapen van Mierlo zijn echter onbekend. Mogelijk waren ze gelijk aan die van het familiewapen.

## Blazoen
De beschrijving van het wapen luidt als volgt:
Gevierendeeld; I en IV in azuur drie meerbladeren van goud; II en III in goud drie molenijzers van keel. Het schild gedekt met een gouden kroon van drie bladeren en twee parels.
N.B.:
- De heraldische kleuren van het wapen zijn: azuur (blauw), goud (geel) en keel (rood).

## Verwante wapens
Het wapen van Geldrop-Mierlo is samengesteld uit elementen van onderstaande wapens:

Het wapen van Geldrop (de drie harten)
Het wapen van Mierlo (met de molenijzers op de kleine schildjes)